# Альфа Хамелеона
Альфа Хамелеона (α Cha, α Chamaeleontis) — жёлто-белая, спектрального класса F звезда в созвездии Хамелеона. Звезда удалена от Земли приблизительно на 63.5 световых года и имеет видимую звёздную величину +4.066 (видна невооружённым глазом). Масса звезды почти такая же как и у Солнца, радиус приблизительно в 2 раза больше солнечного. Светимость в 7.65 раза превышает солнечную, температура составляет около 6675 Кельвинов. Альфа Хамелеона приближается к Солнечной системе со скоростью приблизительно 14 км/с. В Европе звезда не наблюдается.